# 기타시라카와 후사코

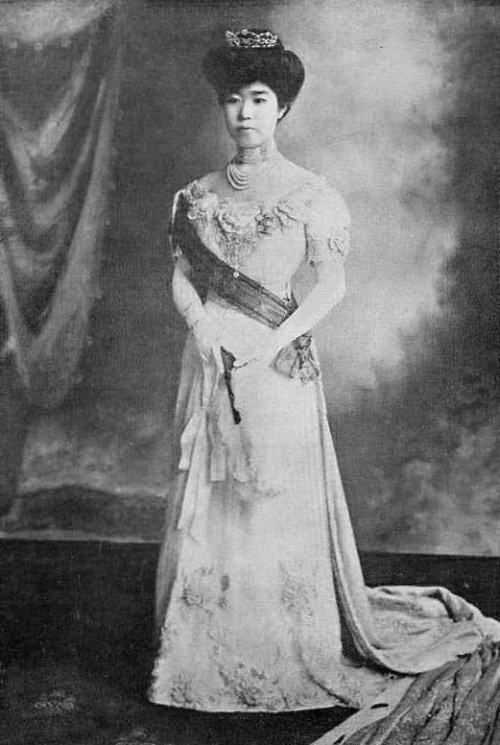
기타시라카와노미야비

기타시라카와 후사코(北白川房子)는 일본의 구황족이다. 황적이탈이전의 이름은 나루히사 왕비 후사코 내친왕(成久王妃房子内親王)이며 혼인 전의 이름은 가네노미야 후사코 내친왕(周宮房子内親王)이다. 메이지 천황의 제7황녀이며 소노 사치코의 딸이다. 다이쇼 천황의 이복동생. 남편은 기타시라카와노미야 나루히사 왕이다.